# دولیتل (تگزاس)
دولیتل (به انگلیسی: Doolittle) یک منطقهٔ مسکونی در ایالات متحده آمریکا است که در شهرستان ایدالگو، تگزاس واقع شده‌است. دولیتل ۱۱٫۰ کیلومتر مربع مساحت و ۲٬۷۶۹ نفر جمعیت دارد و ۲۶ متر بالاتر از سطح دریا واقع شده‌است.